# Anthophora tridentata
Anthophora tridentata är en biart som först beskrevs av Heinrich Friese 1899.  Anthophora tridentata ingår i släktet pälsbin, och familjen långtungebin. Inga underarter finns listade i Catalogue of Life.